# Teana Muldrow
Teana Muldrow (East Orange, 16 dicembre 1995) è una cestista statunitense, professionista nella WNBA.

## Carriera
È stata selezionata dalle Seattle Storm al terzo giro del Draft WNBA 2018 (29ª scelta assoluta).